# Rafał Blechacz
Rafał Blechacz (phát âm là [ˈrafaw ˈblɛxat͡ʂ] ⓘ; sinh ngày 30 tháng 6 năm 1985 Nakło n. Notecią, Ba Lan) là một nghệ sĩ piano cổ điển Ba Lan.
Blechacz bắt đầu học piano từ năm 5 tuổi và đăng ký vào Nhạc viện Arthur Rubinstein ở Bydgoszcz ba năm sau đó. Vào tháng 5 năm 2007, anh tốt nghiệp Học viện âm nhạc Feliks Nowowiejski ở Bydgoszcz dưới sự hướng dẫn của giáo sư Katarzyna Popowa-Zydroń. Anh giành giải nhì tại cuộc thi tưởng niệm Arthur Rubinstein ở Bydgoszcz năm 2002, giải nhì tại cuộc thi piano quốc tế Hamamatsu lần thứ 4 năm 2003 (không có giải nhất được trao) và giải nhất tại cuộc thi piano quốc tế ở Maroc năm 2004.
Vào ngày 21 tháng 10 năm 2005, Blechacz trở thành người duy nhất nhận tất cả năm giải thưởng cao nhất tại cuộc thi Piano quốc tế Frederick Chopin lần thứ XV ở Warsaw, bao gồm giải Nhất và những giải thưởng phụ cho các hạng mục Polonaise, Mazurka, Sonata, và Concerto. Chưa từng có nghệ sĩ piano nào đạt được kỳ tích này. Theo ABC News, một trong những giám khảo, Giáo sư Piotr Paleczny, nói rằng Blechacz "vượt xa những người vào chung kết còn lại, tới mức không có một ai xứng đáng đạt giải Nhì." Theo PBS, một giám khảo khác, John O'Conor, nói rằng "cậu ấy là một trong những nghệ sĩ vĩ đại nhất mà tôi có cơ hội được nghe trong suốt cuộc đời mình". Blechacz là người Ba Lan đầu tiên giành được giải Nhất của cuộc thi kể từ năm 1975, khi Krystian Zimerman giành chiến thắng.
Blechacz ký hợp đồng thu âm cho Deutsche Grammophon vào ngày 29 tháng 5 năm 2006. Ngoài album đầu tay năm 2005 thu âm bởi CD Accord, ông đã phát hành bốn album dưới tên Deutsche Grammophon kể từ tháng 1 năm 2013. Anh thu âm với Dàn nhạc giao hưởng quốc gia Warszawa, chỉ huy bởi Antoni Wit, cho cuộc thi Chopin năm 2005, và với Concertgebouw do Jerzy Semkow chỉ huy, cho album cá nhân thu âm các bản piano concerto của Chopin năm 2009. Anh từng biểu diễn với Dàn nhạc Quốc gia Nga, Dàn nhạc Tonhalle, Dàn nhạc Giao hưởng Đài phát thanh Berlin, Dàn nhạc giao hưởng Philharmonia, Dàn nhạc Giao hưởng Tokyo và Dàn nhạc Giao hưởng Wiener.
Năm 2014, Blechacz được trao giải Gilmore năm 2014. Anh là cá nhân thứ bảy nhận được giải thưởng trình diễn này, và là nghệ sĩ piano thứ hai của Ba Lan.
Blechacz từng theo học Đại học Nicolaus Copernicus ở Toruń và hoàn tất bằng tiến sĩ triết học với sự nhấn mạnh về thẩm mỹ và triết lý âm nhạc vào năm 2016.

## Danh sách đĩa hát
| Recital Piano - Schumann, Liszt, Debussy, Szymanowski, Chopin                       | - Phát hành: 15 tháng 9 năm 2005 - Nhãn đĩa: Accord - Các định dạng: CD, tải xuống kỹ thuật số                   | 28   | -   | -   | - POL: Vàng         |
| Chopin Preludes op. 28 & Nocturnes op. 62                                           | - Phát hành: ngày 1 tháng 10 năm 2007 - Nhãn đĩa: Deutsche Grammophon - Các định dạng: CD, tải xuống kỹ thuật số | 2    | 194 | 245 | - POL: 4 × Bạch kim |
| Sonatas, Haydn, Mozart, Beethoven                                                   | - Phát hành: 10 tháng 10 năm 2008 - Nhãn đĩa: Deutsche Grammophon - Các định dạng: CD, tải xuống kỹ thuật số     | 12   | -   | -   |                     |
| Chopin - Hòa nhạc piano                                                             | - Phát hành: ngày 5 tháng 10 năm 2009 - Nhãn đĩa: Deutsche Grammophon - Các định dạng: CD, tải xuống kỹ thuật số | 2    | 116 | -   | - POL: 3 × Bạch kim |
| Làm phiền, Szymanowski                                                              | - Phát hành: ngày 1 tháng 2 năm 2012 - Nhãn đĩa: Deutsche Grammophon - Các định dạng: CD, tải xuống kỹ thuật số  | 13   | -   | -   | - POL: Vàng         |
| Chính trị Chopin                                                                    | - Phát hành: ngày 6 tháng 9 năm 2013 - Nhãn đĩa: Deutsche Grammophon - Các định dạng: CD, tải xuống kỹ thuật số  | số 8 | -   | -   | - POL: Vàng         |
| Johann Sebastian Bach                                                               | - Phát hành: 10 tháng 2 năm 2017 - Nhãn đĩa: Deutsche Grammophon - Các định dạng: CD, tải xuống kỹ thuật số      | 36   | -   | -   |                     |
| "-" biểu thị một bản ghi không biểu đồ hoặc không được phát hành trong lãnh thổ đó. | |      |     |     |                     |